# Jack Sonni
Jack Sonni (n. 9 decembrie 1954, Indiana⁠(d), Pennsylvania, SUA – d. 30 august 2023) a fost un chitarist american, fost membru al trupei Dire Straits.
La sfârșitul anilor '70, Jack cânta în zilele de luni seara în clubul Kenny's Castaways (pe Bleecker Street, Greenwich Village) cu formația sa, The Leisure Class. În 1978 a început să cânte la Rudy's Music Stop, club deținut de cunoscutul fabricant de chitare Rudy Pensa. Acolo i-a întâlnit pentru prima dată pe membrii Dire Straits David Knopfler și Mark Knopfler.